# Replika (együttes)
A Replika debreceni rockzenekar volt, zenéjük főleg extrém és thrash metal, illetve tradicionális hard rock elemekből épül fel, számaik mégis dallamosak és erős mondanivalóval bírnak.

## Története
A zenekar 1994 nyarán alakult Debrecenben, első demófelvételüket 1995 februárjában adták ki Testek címmel, kazettán. Az igényes kivitelezés és a pozitív kritikák révén gyorsan elterjedt a hírük az országban. Az 1995-ös év elsősorban előzenekarozással telt el, melyben nagy segítséget nyújtott a Tankcsapda zenekar illetve akkori menedzserük Kémeri Péter. Önálló fellépéseik és a nyári fesztiválokon koncertezés is jelentős sikereket hozott számukra.
A Nem érdekel című számuk még a második demójuk (Hanyatlás) megjelenése előtt felkerült a Metal Hammer magazin 1995-ös Demonstráció II. című válogatására. A Hanyatlás demó után felkereste őket a Sony Music és már az ő gondozásukban jelent meg a zenekar első nagylemeze 1996-ban Nem leszek áldozat címmel. Következő lemezük kiadása előtt a zenekar eredeti felállása megbomlott, távozott Fazekas Krisztián bőgős, és Kiss Árpád dobos, helyüket Tóth Laboncz Attila (basszusgitár) és Hargita Gábor (dob) vették át. Már ez a felállás rögzítette a második, Ima névre keresztelt nagylemezt, mely hangzásvilágát és dalszerkezetét tekintve is kísérletezőbb irányba tolódott el mint elődje, sok ellentmondást kiváltva addigi rajongóiból.
Alig másfél évvel azután, hogy beléptek, a két új tag távozott is Csató mellől a zenekarból, helyükre a Neochrome zenekar ritmusszekciója, Falat (basszusgitár), és Szabó Gergő (dob) lépett 1999 végén. Az új formáció első bemutatkozása egyben a Replika harmadik, A Föld című korongját is jelentette, mely már az új kiadó, az 'E.Z.S. Music / Shock! Records' gondozásában, 2000 tavaszán látott napvilágot. Ezt 2000. októberben a már kizárólag új dalokat tartalmazó nagylemez, a Testbe zárt lélek követte. 2001 októberében jött ki a sorban az ötödik Replika album Másik világ kapujában címmel. Az album már egy zeneileg új irányt mutat, most először tradicionális hard rock elemeket is beépít saját hangzásvilágába a már megszokott extrém illetve thrash metal elemek mellé. A számok dallamosabbakká váltak, a szövegek immár az egyén, azaz a lélek önmegvalósítását helyezik előtérbe, a lelki élet illetve lelki megértés fontosságára próbálják felhívni a figyelmet.
A zenekar ezután ismét kiadót váltott, 2003-as, Acoustica című lemezüket már az Eternal Soul kiadó jelentette meg. Az albumnak több érdekessége is van: azon kívül, hogy a lemez kizárólag a legsikeresebb számok akusztikus stílusú verzióját tartalmazza, Csató (ének, akusztikus gitár) és Szabó Gergő (dob) mellett a Frogshow zenekar énekese, Rábold Ákos vokálozik és Falat helyett (szintén a Frogshow-ból) Szegedi Károly kíséri őket akusztikus gitáron. A megjelenést 2003-ban egy rövid, azonos című turné is követte, ebben a négyes felállásban. A 2004-es Durva élet és a 2007-es kétnyelvű Nem hiszek albumok újra a korai évek súlyosságát hozták vissza az együttes zenéjében. 2006 áprilisában jelent meg a Replika 10 éves történetét feldolgozó, DVD melléklettel ellátott jubileumi koncertlemez, az Igazi kép.
2016. január 8-án a zenekar egy telt házas koncerten befejezte működését.

## Tagok
Utolsó felállás
- Csató Péter – (alapító) ének, gitár (1994-2016)
- Falat – basszusgitár (1999-2016)
- Szabó Gergő – dob (1999-2016)

Korábbi tagok
- Fazekas Krisztián – (alapító) basszusgitár (1994-1998)
- Kiss Árpád – (alapító) dob (1994-1998)
- Hargita Gábor – dob (1998-1999)
- Tóth Laboncz Attila – basszusgitár (1998-1999)

## Diszkográfia
Stúdióalbumok
- Nem leszek áldozat (1996)
- Ima (1998)
- Testbe zárt lélek (2000)
- Másik világ kapujában (2001)
- Durva élet (2004)
- Nem hiszek / I Don't Believe (2007) kétnyelvű dupla album
- Az élvezetek földjén (2010)

Egyéb kiadványok
- A Föld (2000) az első két demó újrakevert dalai, valamint két új szám egy albumon
- Acoustica (2003) a legsikeresebb számok akusztikus változatai
- Igazi kép (2006) 10 éves jubileumi koncertlemez és -videó

Demók
- Testek (1995)
- Hanyatlás (1996)